# Группа витринита
Группа витринита (рус. группа витринита, англ. vitrinites, нем. Vitrinitgruppe) — группа микрокомпонентов ископаемого угля (мацералов), которая идентифицируется при петрографических исследованиях угля под микроскопом.

## Плотность витринита
В зависимости от степени метаморфизма плотность витринита изменяется примерно от 1,3 до 2,0 г/см3